# Stemmiulus elegans
Stemmiulus elegans är en mångfotingart. Stemmiulus elegans ingår i släktet Stemmiulus och familjen Stemmiulidae. Inga underarter finns listade i Catalogue of Life.